# Atmósfera controlada

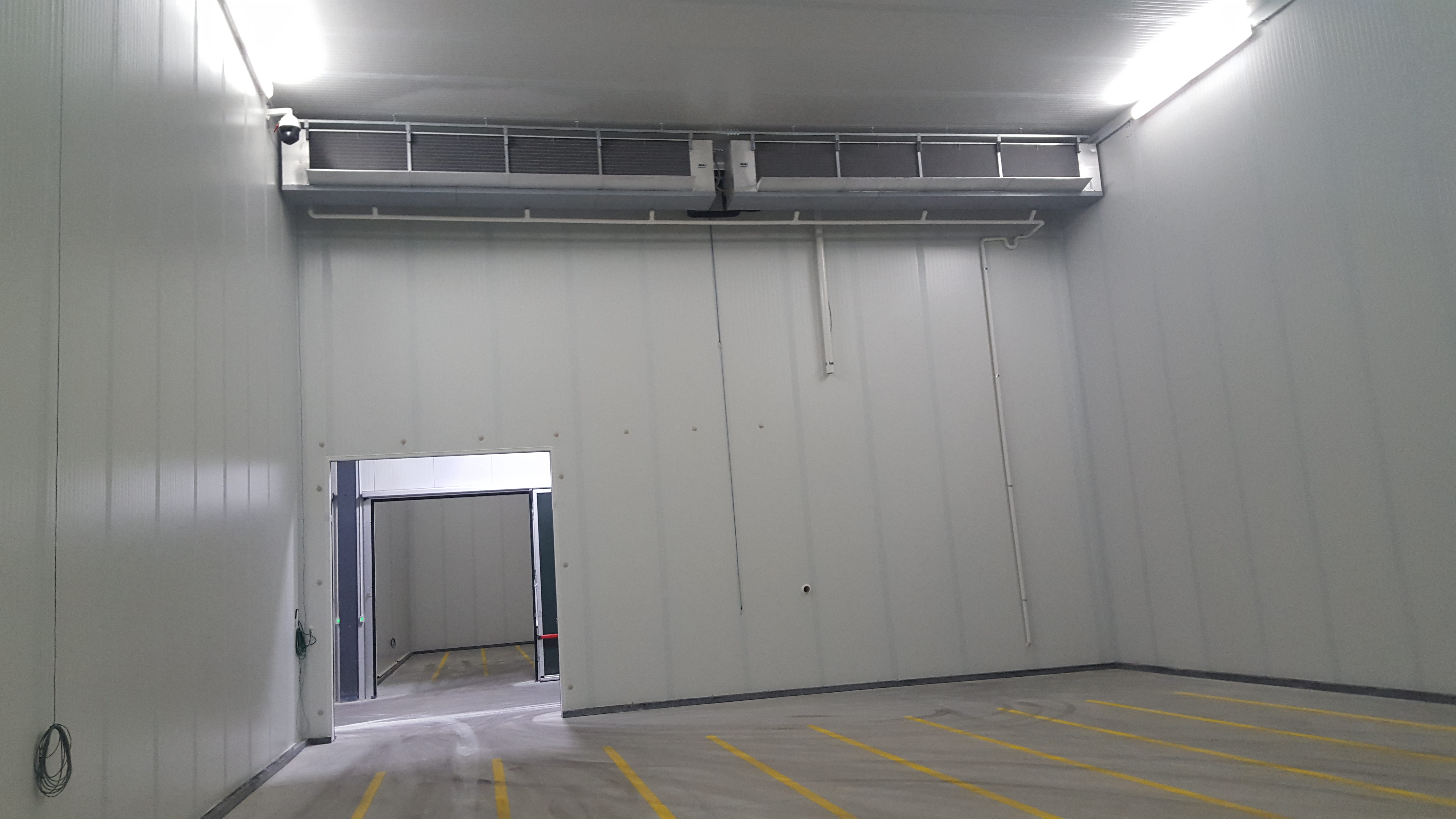
Sala de ambiente controlado

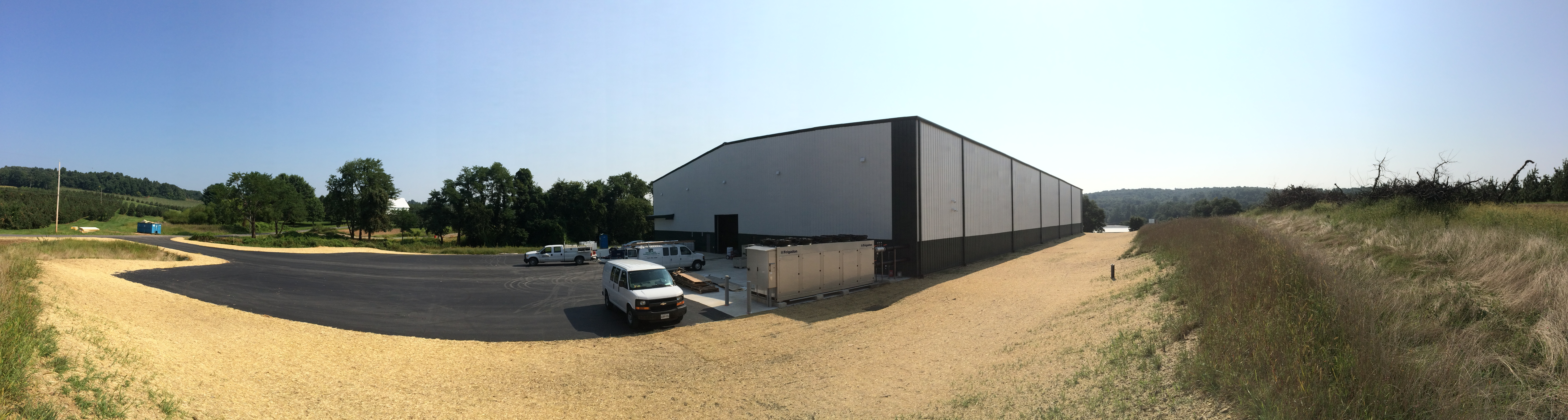
Construcción de atmósfera controlada

Una atmósfera controlada es un método de almacenamiento agrícola en el que se regulan las concentraciones de oxígeno, dióxido de carbono y nitrógeno, así como la temperatura y humedad de un almacén. Tanto los productos secos como las frutas y verduras frescas se pueden almacenar en atmósferas controladas.

## Productos secos
Los granos, las legumbres y los aceites vegetales se almacenan en una atmósfera controlada principalmente para controlar las plagas de insectos. La mayoría de los insectos no pueden sobrevivir indefinidamente sin oxígeno o en condiciones de aumento de dióxido de carbono. Tales tratamientos de atmósfera controlada en granos pueden tomar varias semanas a temperaturas más bajas (-15 °C). Un cronograma típico para la desinfección completa de grano seco (menor al 13% de contenido de humedad) con dióxido de carbono a aproximadamente 25 °C es una concentración por encima del 35% de dióxido de carbono en el aire durante al menos 15 días. Estas atmósferas pueden ser creadas ya sea por:
- Adición de dióxido de carbono o nitrógeno puro, o los bajos escapes de oxígeno de la combustión de hidrocarburos
- Utilizando los efectos naturales de la respiración (por grano, mohos o insectos) para reducir el oxígeno y aumentar el dióxido de carbono (almacenamiento hermético).[4]

## Frutas y verduras
El método se utiliza más comúnmente en manzanas y peras, donde la combinación de condiciones atmosféricas alteradas y temperatura reducida permiten un almacenamiento prolongado  con solamente una pérdida lenta de calidad.
El almacenamiento a largo plazo de verduras y frutas implica inhibir los procesos de maduración y envejecimiento, conservando así el sabor y la calidad. La maduración se retrasa reduciendo el nivel de oxígeno y aumentando el de dióxido de carbono y nitrógeno en la célula fría para reducir la respiración. La atmósfera normal consiste en aproximadamente 78% de nitrógeno, 21% de oxígeno, 0.3% de dióxido de carbono y cantidades más pequeñas de algunos otros gases. En la atmósfera controlada el oxígeno se reduce a 1.5-2% reemplazándolo por nitrógeno y un poco de dióxido de carbono, que es producido por las frutas. En condiciones de atmósfera controlada se conserva la calidad y la frescura de las frutas y verduras, y muchos productos se pueden almacenar de 2 a 4 veces más de lo habitual.

## Historial
Franklin Kidd y Cyril West de la Universidad de Cambridge hicieron la investigación básica sobre la respiración y maduración de frutas que condujo a la primera instalación comercial en 1929. En 1960, había capacidad para 4 millones de bushels de manzanas en los Estados Unidos y en la década de 1980, la capacidad superó los 100 millones de bushels.